# 春一番!選抜甲子園
春一番!センバツ甲子園（はるいちばん・せんばつこうしえん）とは、MBSラジオが2009年から2015年まで、選抜高等学校野球大会開催期間中に放送していた大会の試合速報・情報番組。放送日や放送時間帯に応じて、自社制作の生ワイド番組内の1コーナーか、独立番組として放送していた。

## 概要
選抜高等学校野球大会を主催する毎日新聞社直系の毎日放送では、開局翌年の1952年からラジオ（当時の社名は「新日本放送」）、1959年からテレビで大会の試合を中継。テレビ・ラジオとも、長らく大会の全試合を放送してきた。
しかし、2000年代に入ってから、「民放には民放なりのやり方がある」という方針の下に地上波での中継の規模を縮小。テレビでは2003年から準決勝・決勝のみ（2015年以降は決勝のみ）、ラジオでも2009年から準決勝・決勝（2016年以降は決勝）に限って中継するようになった。このような方針転換を背景に、MBSラジオでは2009年の大会期間中から、当番組の放送を開始した。
MBSラジオでは、大会期間中に毎日、当番組を以下のパターンで複数回にわたって放送。1回の放送時間は5分間で、準決勝・決勝中継の提供スポンサー（主催の毎日新聞社など）が提供していた。いずれのパターンでも、開会式の入場行進で演奏された楽曲（吹奏楽バージョン）をBGMに用いることが特徴。
- （1）自社制作の生ワイド番組に1コーナーとして内包する場合（主に日曜以外の曜日の早朝 - 夕方）
  - 当該番組のパーソナリティ（またはアシスタント）が、スタジオから当日の試合予定や、当該時間帯までの試合の結果・速報を伝えた。
- （2）独立番組として放送する場合（主に夜間や日曜午後）
  - レギュラー番組の放送枠を短縮したうえで、放送枠を確保。毎日放送のスポーツアナウンサーが、スタジオから当日の試合結果と翌日の試合予定を伝えた。ただし、当該時間帯以外に放送される『MBSニュース』でも、担当のアナウンサーがこのパターンで速報や結果を伝えることがあった。

開始当初は、2003年以降も全試合を中継している関連会社・GAORAでの毎日放送アナウンサーによる実況音源を流したり、中継で実況・インタビュアーを担当するアナウンサーが阪神甲子園球場からの生中継でリポートを入れたりしていた。
2015年には、MBSテレビが『みんなの甲子園』（大会ダイジェスト番組）を早朝の生放送番組として編成した関係で、同年のナビゲーターだった市川いずみ（フリーアナウンサー）が当番組のキャスターを兼務。同番組の出演日には、同番組の直後に放送される生ワイド番組（『子守康範 朝からてんコモリ!』『豊島・ゴエのあさはやっ!?』）にも登場した。
2016年からは当番組を放送せず、試合中継の対象も決勝戦に限定。大会期間中には『MBSニュース』や「Today's Sports Topix」（ナイターオフ期間限定で夜間に放送する生ワイド番組内で、2016年度まで設定されていたスポーツコーナー）内の1項目扱いで、試合の速報・結果を随時伝えている。また市川いずみはシゲ森本（毎日放送アナウンサー・森本栄浩）、かみじょうたけしと共に「関西高校野球三羽烏」を形成し、『みんなの甲子園』（2016年以降は裏番組レギュラー出演などの事情により担当せず）と一線を画した活動をMBSラジオで展開している。